# Pierre Chappuis
Pour les articles homonymes, voir Chappuis.
Pierre Chappuis, né le 6 janvier 1930 à Tavannes et mort le 22 décembre 2020 à Neuchâtel, est un poète et critique littéraire suisse.

## Biographie
Pierre Chappuis est né le 6 janvier 1930 à Tavannes, dans le Jura bernois où son père dirigeait une manufacture d'horlogerie. 
Après avoir fréquenté le gymnase de La Chaux-de-Fonds et obtenu son certificat de maturité, Pierre Chappuis poursuit des études de Lettres à l’Université de Genève. Sa licence en poche, Pierre Chappuis se consacre, entre 1952 et 1993, à l’enseignement du français et de l’histoire au gymnase de Neuchâtel (aujourd'hui Lycée Denis de Rougemont). 
Pierre Chappuis a vécu à Neuchâtel.

## Œuvre
Auteur de poésie tant en vers qu’en prose, il œuvre longtemps dans l’ombre. Son premier recueil de poèmes, Ma femme ô mon tombeau, paraît en 1969 aux éditions Robert à Moutier. Après cette première publication, les recueils de poésie et collaborations s'enchaînent. Mêlant ses textes aux gravures ou photographies de tiers, Pierre Chappuis a ainsi publié aux côtés de différents artistes comme dans : « Excavations » en partenariat avec Dominique Lévy, « Paysage dit du château au crépuscule » avec A. E. Yersin, « Ligne mouvante » avec Henriette Grindat ou encore « Un jour, trois jours, trois autres jours » avec Jean-Edouard Augsburger. Pierre Chappuis travaille aussi, en tant que critique littéraire, pour différentes revues : La Gazette de Lausanne, La Nouvelle revue française ou La Quinzaine littéraire, mais il est tout particulièrement proche, comme Pierre-Alain Tâche, Anne Perrier et Pierre Voélin, de La Revue de Belles-Lettres. L'œuvre poétique de Pierre Chappuis comprend de nombreux recueils mais aussi deux essais (consacrés à Michel Leiris et à André du Bouchet). Si, dès 1990, Pierre Chappuis est édité chez José Corti à Paris, il garde des liens avec la Suisse romande et notamment avec les éditions de La Dogana et Empreintes.
Considéré comme un passeur entre la poésie romande et la poésie française, il fut proche d’André du Bouchet, Jacques Dupin, Michel Leiris, ou encore Gérard Macé. « Pendant plus d’un demi-siècle, il est resté fidèle à une poésie sobre et rigoureuse, faisant une large place aux blancs et aux silences, mais ouverte aux paysages, animée d’une musicalité subtile et d’une émotion contenue. »

## Ouvrages
- Ma femme ô mon tombeau, Moutier, éd. Robert, 1969.
- Michel Leiris, Paris, Seghers, 1973.
- Distance aveugle, Moutier, éd. Robert, 1974.
- L’Invisible parole, La Galerne, 1977.
- André du Bouchet, Paris, Seghers, 1979.
- Rumeur évanouie, Neuchâtel, La Vieille presse, 1980.
- Hier devant moi, Losne, Thierry Bouchard, 1980.
- Douze exercices de rythme, Neuchâtel, H. Quellet, 1980.
- Décalages, Genève, La Dogana, 1982.
- Excavations, Losne, Thierry Bouchard, 1983.
- Éboulis et autres poèmes, Fontenay-sous-Bois, Liasse, 1984.
- Un cahier de nuages, Fribourg, Le feu de nuict, 1989.
- Soustrait au temps, Renens, Éditions Empreintes, 1990.
- Moins que glaise, Paris, José Corti, 1990.
- Soustrait au temps : fantaisies en guise de "Maerchenbilder", Lausanne, Ed. Empreintes, 1990.
- La Preuve par le vide, Paris, José Corti, 1992.
- D’un pas suspendu, Paris, José Corti, 1994.
- Des parenthèses de soleil & de vent, Losne, T. Bouchard, 1995.
- Dans la foulée, Renens, Éditions Empreintes, 1996.
- Pleines marges, Paris, José Corti, 1997.
- Le Biais des mots, Paris, José Corti, 1999.
- Distance aveugle, Paris, José Corti, 2000.
- À portée de la voix, Paris, José Corti, 2002.
- Le Noir de l'été, Genève, La Dogana, 2002.
- Deux essais : Michel Leyris, André du Bouchet, Paris, José Corti, 2003
- Tracés d’incertitude, Paris, José Corti, 2003.
- Mon murmure, mon souffle, Paris, José Corti, 2005.
- Dans la foulée, Paris, José Corti, 2007.
- La Rumeur de toutes choses, Paris, J. Corti, 2007.
- Comme un léger sommeil, Paris, José Corti, 2009.
- De l'un à l'autre, Genève, La Baconnière/Arts, 2010.
- Muettes émergences, Paris, José Corti, 2011.
- Entailles, Paris, José Corti, 2014.
- Dans la lumière sourde de ce jardin, Paris, José Corti, 2016.
- Battre le briquet, Paris, José Corti, 2018.
- En bref, paysage, Paris, José Corti, 2021.

## Distinctions
- Prix de la Société jurassienne d'émulation 1975
- Prix Suisse-Canada 1983[8]
- Prix de l'Institut neuchâtelois 1997[9]
- Prix Schiller 1997
- Prix du canton de Berne 2002[10]
- Grand Prix C.F. Ramuz 2005[11]